# El Monte Largo
El Monte Largo är en ort i Mexiko.   Den ligger i kommunen Navolato och delstaten Sinaloa, i den västra delen av landet, 1 100 km nordväst om huvudstaden Mexico City. El Monte Largo ligger 9 meter över havet och antalet invånare är 150.
Terrängen runt El Monte Largo är platt åt sydväst, men åt nordost är den kuperad. Runt El Monte Largo är det ganska tätbefolkat, med 155 invånare per kvadratkilometer. Närmaste större samhälle är Juan Aldama, 4,4 km öster om El Monte Largo. Omgivningarna runt El Monte Largo är en mosaik av jordbruksmark och naturlig växtlighet.